# ليزلى بوهيم
ليزلى بوهيم (بالإنجليزية: Leslie Bohem)‏ (و. 1951  م) هو كاتب سيناريو أمريكي، ولد في لوس أنجلوس، يستخدم آلات غيتار البيس، وقيثارة.

## وصلات خارجية
- ليزلى بوهيم على موقع IMDb (الإنجليزية)
- ليزلى بوهيم على موقع ألو سيني (الفرنسية)
- ليزلى بوهيم على موقع أول موفي (الإنجليزية)
- ليزلى بوهيم على موقع قاعدة بيانات الأفلام السويدية (السويدية)
- ليزلى بوهيم على موقع قاعدة بيانات الفيلم (الإنجليزية)
- ليزلى بوهيم على موقع كينوبويسك (الروسية)